# Bartolomeo Marchionni
Bartolomeo Marchionni (Florència, ca. 1450 - Lisboa? ca. 1530) va ser un mercader portuguès d'origen florentí que va acumular una gran fortuna i va tenir un paper protagonista en l'Era dels Descobriments.

## Origen i família
Marchionni va néixer a Florència entre el 1449 o 1450. Els seus pares, Domenico di Marchionne i Constanza di Giovanni Chiari, i el seu oncle regentaven una tenda en la qual va treballar Bartolomeo.
En 1466 va començar a treballar per al banc Cambini i en 1469 els seus patrons li van proposar el lloc de corresponsal del banc a Lisboa. Marchionni es va mudar a la ciutat portuguesa l'any següent i amb prou feines sortiria d'ella fins a la seva mort. El 12 de juliol de 1482 el rei Joan II de Portugal li va concedir la nacionalitat portuguesa per carta de naturalesa.
A Lisboa, Marchionni va tenir fills amb almenys dues dones portugueses, amb cap de les quals va contreure matrimoni: amb Catarina Dias va tenir a la seva filla primogènita, María, legitimada en 1496; amb Eleonor Eanes, quatre fills homes: Però Paulo, Leonardo, Belchior i Domingos, legitimats en 1506. Algunes fonts li atribueixen fins a quatre fills més, anomenats Luis, Duarte, Isabel i Ana.

## Activitat empresarial
A Lisboa, Marchionni va desplegar una intensa activitat empresarial que li va portar a convertir-se en un home "molt ric", segons cròniques contemporànies. No es va limitar a comerciar amb els productes europeus i atlàntics que convergien a Lisboa sinó que va finançar i va participar activament, en una ocasió enviant al seu propi fill, en les expedicions portugueses a l'oceà Índic i a les costes de l'actual Brasil.
Els seus col·laboradors més propers a Lisboa van ser Leonardo Nardi i, a partir de 1500, un nebot anomenat Benedetto Morelli. Fins a mitjan anys 1490 va mantenir estretes relacions comercials amb altres dos florentins establerts en la península Ibèrica: Juanoto Berardi a Sevilla, i Cessés Barchi a València.

### Corresponsal del banc Cambini
Quan Marchionni va arribar a Lisboa, l'any 1470, els portuguesos havien explorat bona part del litoral atlàntic d'Àfrica així com els arxipèlags de Madeira i Açores. A la capital portuguesa arribaven productes de totes aquestes regions. Marchionni va emprendre negocis per compte del banc els Cambini, comerciant amb malagueta, orxella, sucre, teixits o cuir. De resultes d'aquestes activitats va acumular un deute considerable amb el banc (6.500 florins), que va quedar impagada quan els Cambini van entrar en fallida en 1482. Durant aquest temps va aconseguir el favor del rei Alfonso V primer i després del seu fill Juan II.

### Tràfic d'esclaus
Marchionni va participar en la tracta d'esclaus africans des d'almenys 1482, quan va enviar uns 100 esclaus de Lisboa a València. En 1486 va obtenir del rei Juan II de Portugal la concessió del tràfic esclavista de tota la regió africana denominada "Rius dels Esclaus". Aquest arrendament va durar fins a almenys 1493. S'ha calculat que en aquest període Marchionni va importar a Portugal almenys 1.648 esclaus, que representa un 46% de tots els arribats en aquests anys. Segons Hieronymus Münzer, que va viatjar per Espanya en 1494-1495, Marchionni li pagava 40.000 ducats anuals al rei de Portugal per aquest privilegi. De Lisboa, Marchionni reexportava una gran part dels africans esclavitzats a altres ciutats europees, sobretot a Sevilla i València. En 1510 va ser Marchionni qui li va subministrar a Castella els primers esclaus africans que van ser enviats al Nou Món.
També va organitzar i va finançar incursions esclavistes en l'actual Brasil, per exemple la d'una nau que en 1511 va capturar a 36 indígenes i els va portar a Portugal.

### Expedicions a l'Índia
Marchionni va participar des del principi i amb gran intensitat en les expedicions portugueses a l'Índia i les illes de les Espècies, per la ruta del cap de Bona Esperança. En la primera dècada del segle xvi va ser el mercader privat més actiu en aquest negoci.

### Expedicions a Brasil
En 1500 l'expedició de Cabral, en la qual anava una nau noliejada per Marchionni, va albirar les costes de l'actual Brasil i va enviar la notícia a Lisboa. Gairebé immediatament, el rei Manuel I va ordenar que s'enviés una flotilla d'exploració a aquelles terres. Es creu que Marchionni va estar implicat en la seva preparació i que probablement va ser ell qui suggerís al rei que reclutés al també florentino Amerigo Vespucci, aleshores resident a Sevilla. Aquesta expedició va trobar pal brasil, de millor qualitat que el trobat pels castellans en el Carib, donant així inici a una lucrativa explotació.
És possible que Marchioni també financés una altra armada d'exploració en 1503 o 1504 i és segur que en 1511 va armar una nau que va tornar de Brasil carregada de pal brasil, animals exòtics i 36 indis esclavitzats.

## Intercanvis culturals
Marchionni va ser un intermediari clau en el flux de persones, llibres i idees entre Lisboa i Florència. Ell mateix va escriure cartes a Itàlia amb notícies recents sobre les expedicions portugueses a ultramar. Un familiar de Marchionni va afirmar que va ser ell l'intermediari a través del qual va arribar al rei Alfonso V de Portugal la famosa carta de Paolo del Pozzo Toscanelli sobre navegació cap a occident. En qualsevol cas, Marchionni va ser un dels nodes clau de la xarxa europea de mercaders florentinos.

## Mort i posteritat
Es desconeix la data exacta de la defunció de Marchionni, si bé els documents conservats demostren que va haver de ser entre els anys 1526 i 1536. Algunes fonts afirmen que va morir a l'octubre de 1527 i que va ser enterrat en el lisboeta monestir de Santo Domingo.
Els contemporanis van admirar la fiabilitat de Marchionni: "no sé si Bertolameu voldria, encara que pogués, desfer un contracte que fes un dels seus factors, per no perdre el crèdit que té" (Gonçalo Fernandes, 1510).